# It's Everly Time
It's Everly Time è il terzo album in studio del duo musicale statunitense The Everly Brothers, pubblicato nel 1960.

## Tracce
1. So Sad (To Watch Good Love Go Bad) – 2:33 (Don Everly)
2. Just in Case – 2:12 (Boudleaux Bryant)
3. Memories Are Made of This – 2:35 (Richard Dehr, Terry Gilkyson, Frank Miller)
4. That's What You Do to Me – 2:03 (Bob Montgomery, Earl Sinks)
5. Sleepless Nights – 2:24 (Felice and Boudleaux Bryant)
6. What Kind of Girl Are You – 1:57 (Ray Charles)
7. Oh True Love – 2:13 (Felice and Boudleaux Bryant)
8. Carol Jane – 1:51 (Dave Rich)
9. Some Sweet Day – 2:25 (Felice and Boudleaux Bryant)
10. Nashville Blues – 2:39 (Felice and Boudleaux Bryant)
11. You Thrill Me (Through and Through) – 2:05 (Felice and Boudleaux Bryant)
12. I Want You to Know – 2:02 (Dave Bartholomew, Fats Domino)

## Formazione
- Don Everly – chitarra, voce
- Phil Everly – chitarra, voce
- Chet Atkins – chitarra
- "Sugarfoot" Garland – chitarra
- James Clayton – steel guitar
- Floyd T. "Lightnin'" Chance – basso
- Floyd Cramer/Marvin H. Hughes – piano
- "Buddy" Harman Jr. – batteria